# Chiesa di San Giuseppe (Dolegna del Collio)
La chiesa di San Giuseppe è la parrocchiale di Dolegna del Collio, in provincia ed arcidiocesi di Gorizia; fa parte del decanato di Cormons.

## Storia
La primitiva cappella di Dolegna dedicata a san Giuseppe esisteva già nel XVIII secolo.

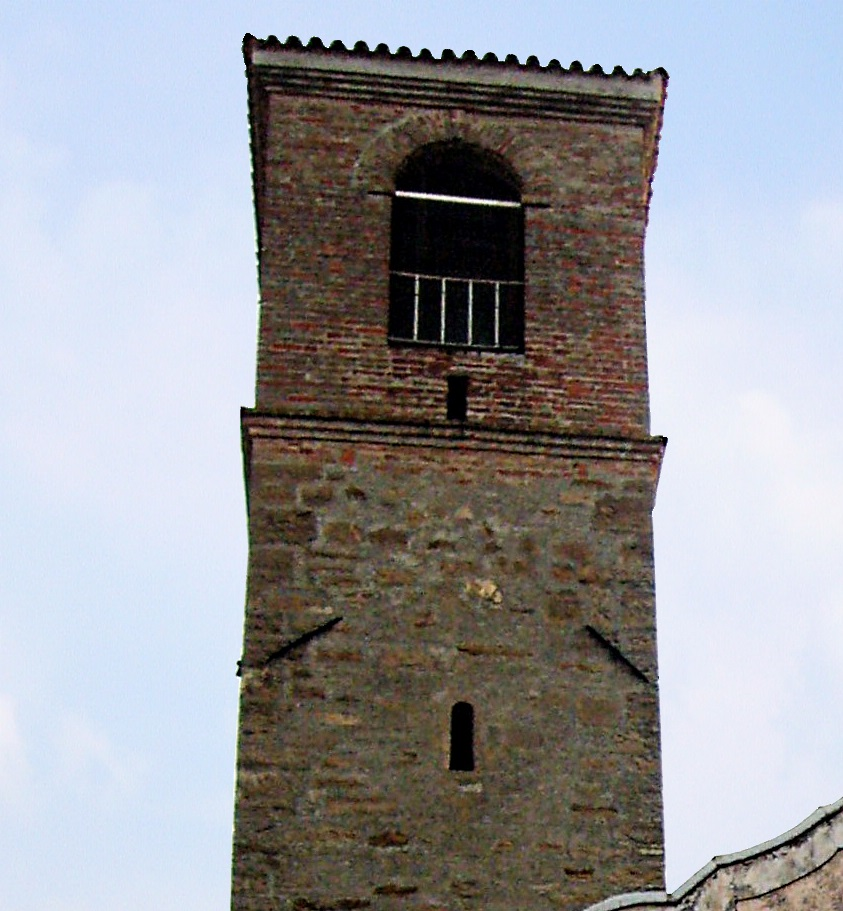
Il campanile

Nel 1840 l'edificio venne ampliato mediante la costruzione della navata; in quell'occasione fu abbellito con degli affreschi eseguiti dal nimense Giacomo Meneghin.
Nella seconda metà del XIX secolo la chiesa si trovava in pessime condizioni e, così, venne restaurata tra il 1876 e il 1877 grazie al finanziamento dell'imperatore d'Austria-Ungheria Francesco Giuseppe d'Asburgo-Lorena; nel 1908 anche il tetto fu interessato da un intervento di ripristino. Il 14 maggio di quello stesso anno fu deliberato dalla giunta comunale di riedificare completamente la chiesa, ma nel 1913 il ministero esortò l'amministrazione locale a mantenere il campanile e l'altare della precedente cappella.
Durante la prima guerra mondiale la chiesa venne riutilizzata dalle truppe come prigione, trovandosi proprio a Dolegna il tribunale militare; allora il genio militare realizzò una baracca in legno e malta e con tetto in cartone incatramato per celebrarvi le funzioni religiose, che fu aperta nel 1916.
Terminato il conflitto, nel 1920 la chiesa poté essere riaperta al culto dopo degli interventi di restauro, ma pochi anni dopo venne demolita per far posto all'attuale parrocchiale, costruita nel 1927 su progetto dell'architetto Silvano Baresi e consacrata il 23 ottobre dello stesso anno dall'arcivescovo di Gorizia e Gradisca Francesco Borgia Sedej.

## Descrizione

### Esterno
La facciata della chiesa, che è a capanna, presenta ai lati due paraste, il portale d'ingresso, che è introdotto da due scalini, e, sopra di esso, il rosone circolare, caratterizzato da una modanatura.

### Interno
Opere di pregio conservate al'interno della chiesa sono gli affreschi ritraenti i simboli dei Quattro Evangelisti, l'Annunciazione, San Giuseppe nell'atto di benedire, il Pavone che rinasce dalle ceneri e un Pellicano che si lacera il petto con il becco per nutrire i suoi piccoli, eseguiti nel 1940 dal mottense Tiburzio Donadon, due statue di San Giuseppe con il Bambino e della Madonna in preghiera, scolpite in una bottega della Val Gardena, l'altare maggiore, costruito nella prima metà del Novecento, il dipinto avente come soggetto un'Apparizione di Gesù Cristo durante una battaglia aerea, eseguita dal pittore Castellan nel 1942, e degli stendardi da processione di Clemente Del Neri.